# Szaló József
Szaló József (1943. január 19. – 1986. december 18.) labdarúgó, csatár.

## Pályafutása
A győri Dózsa nevelése, 1959-ben igazolt át az ETO-ba. 1960-as évek Győri Vasas ETO sikercsapatának a tagja volt. 1963 őszén bajnokságot nyert a csapattal. 1964–65-ben a BEK-ben az elődöntőig jutó csapat tagja. Részese volt a sorozatban háromszor magyar kupagyőzelmet szerző győri együttesnek: 1965 és 1967 között. 1966–67-ben a KEK-ben negyeddöntős a csapattal, a bajnokságban harmadik.

## Sikerei, díjai
- Magyar bajnokság
  - bajnok: 1963-ősz
  - 3.: 1967
- Magyar Kupa (MNK)
  - győztes: 1965, 1966, 1967
  - döntős: 1964
- Bajnokcsapatok Európa-kupája (BEK)
  - elődöntős: 1964–65
- Kupagyőztesek Európa-kupája (KEK)
  - negyeddöntős: 1966–67